# Jeff Petry
Jeffrey „Jeff“ Petry (* 9. Dezember 1987 in Ann Arbor, Michigan) ist ein US-amerikanischer Eishockeyspieler, der seit Juli 2025 bei den Florida Panthers in der National Hockey League unter Vertrag steht. Zuvor verbrachte der Verteidiger fünf Jahre bei den Edmonton Oilers, spielte sieben Saisons bei den Canadiens de Montréal, ein Jahr bei den Pittsburgh Penguins und zwei Jahre bei den Detroit Red Wings. Sein Vater Dan Petry war ein professioneller Baseballspieler und spielte 13 Jahre lang in der Major League Baseball.

## Karriere
Jeff Petry begann seine Karriere als Eishockeyspieler bei den Des Moines Buccaneers, für die er von 2005 bis 2007 in der Juniorenliga United States Hockey League aktiv war. 2006 gewann er mit seiner Mannschaft den Clark Cup. Er selbst wurde ebenfalls mehrfach ausgezeichnet und wurde 2007 zum besten Verteidiger sowie in das All-Star Team der USHL gewählt. Zudem nahm er am All-Star-Game der Liga teil. Während seiner Juniorenzeit wurde er im NHL Entry Draft 2006 in der zweiten Runde als insgesamt 45. Spieler von den Edmonton Oilers ausgewählt. Zunächst besuchte er jedoch von 2007 bis 2010 die Michigan State University, für deren Eishockeymannschaft er parallel in der Central Collegiate Hockey Association spielte. In diesem Zeitraum konnte er ebenfalls überzeugen und wurde 2008 in das All-Rookie-Team der Central Collegiate Hockey Association sowie 2010 in das zweite All-Star Team der CCHA berufen.
Gegen Ende der Saison 2009/10 gab Petry sein Debüt im professionellen Eishockey für Edmontons damaliges Farmteam Springfield Falcons aus der American Hockey League. In acht Spielen bereitete er dabei drei Tore vor. In der Saison 2010/11 spielte der US-Amerikaner erstmals für die Edmonton Oilers in der National Hockey League, kam jedoch weiterhin regelmäßig in der AHL für Edmontons neues Farmteam Oklahoma City Barons zum Einsatz. In der Saison 2011/12 konnte sich der Rechtsschütze schließlich einen Stammplatz im NHL-Team der Oilers erspielen.
Im März 2015 gaben ihn die Oilers dann an die Canadiens de Montréal ab und erhielten im Gegenzug ein Zweitrunden-Wahlrecht und ein leistungsabhängiges Fünftrunden-Wahlrecht für den NHL Entry Draft 2015. Im Trikot der Canadiens erzielte der Abwehrspieler in der Saison 2017/18 mit 42 Scorerpunkten seine bisher beste Karriereleistung und steigerte diese im Folgejahr um weitere vier Punkte. Im September 2020 unterzeichnete Petry einen neuen Vierjahresvertrag in Montréal, der ihm mit Beginn der Saison 2021/22 ein durchschnittliches Jahresgehalt von 6,25 Millionen US-Dollar einbringen soll. Zuvor erreichte er mit den Canadiens das Endspiel der Playoffs 2021, unterlag dort allerdings den Tampa Bay Lightning mit 1:4.
Nach sieben Jahren in Montréal wurde Petry im Juli 2022 samt Ryan Poehling an die Pittsburgh Penguins abgegeben, während die Canadiens im Gegenzug Mike Matheson sowie ein Viertrunden-Wahlrecht im NHL Entry Draft 2023 erhielten. Dort war er allerdings nur ein Jahr aktiv, bis er im August 2023 zu den Canadiens de Montréal zurückkehrte. Mit ihm wechselten Casey DeSmith, Nathan Légaré und ein Zweitrunden-Wahlrecht im NHL Entry Draft 2025 nach Montréal, während die Penguins Mike Hoffman und Rem Pitlick erhielten. Hoffman wurde dabei direkt in einem weiteren Tauschgeschäft genutzt, um Erik Karlsson von den San Jose Sharks zu verpflichten. Petry wiederum wurde wenige Tage später an die Detroit Red Wings abgegeben, wofür die Canadiens Gustav Lindström sowie ein konditionales Viertrunden-Wahlrecht im NHL Entry Draft 2025 erhielten. Petry entschied sich bei den Red Wings für die Rückennummer 46, da sein Vater Dan Petry mit dieser Nummer für das Baseball-Team Detroit Tigers gespielt hatte. Im Juli 2025 unterzeichnete er als Free Agent einen Einjahresvertrag bei den Florida Panthers.

### International
Für die USA nahm Petry erstmals an der Weltmeisterschaft 2012 in Schweden und Finnland teil. Bei seinem Pflichtspieldebüt für die Nationalmannschaft erzielte er am 4. Mai 2012 beim 7:2-Sieg gegen Frankreich ein Tor. Bei der Weltmeisterschaft 2013 in Stockholm und Helsinki war er erneut Teil der Nationalmannschaft und gewann mit dieser die Bronzemedaille. Zehn Jahre nach seiner letzten Teilnahme bei den Welttitelkämpfen 2014 später gehörte der Verteidiger bei der Weltmeisterschaft 2024 zum vierten Mal zum US-amerikanischen WM-Aufgebot.

## Erfolge und Auszeichnungen
| - 2006 Clark-Cup-Gewinn mit den Des Moines Buccaneers - 2007 Teilnahme am USHL All-Star Game - 2007 USHL Defenseman of the Year - 2007 USHL First All-Star Team | - 2007 USA Hockey Junior Player of the Year - 2008 CCHA All-Rookie Team - 2010 CCHA Second All-Star Team |

### International
- 2013 Bronzemedaille bei der Weltmeisterschaft

## Karrierestatistik
Stand: Ende der Saison 2024/25

### International
Vertrat die USA bei:
- Weltmeisterschaft 2012
- Weltmeisterschaft 2013
- Weltmeisterschaft 2014
- Weltmeisterschaft 2024

(Legende zur Spielerstatistik: Sp oder GP = absolvierte Spiele; T oder G = erzielte Tore; V oder A = erzielte Assists; Pkt oder Pts = erzielte Scorerpunkte; SM oder PIM = erhaltene Strafminuten; +/− = Plus/Minus-Bilanz; PP = erzielte Überzahltore; SH = erzielte Unterzahltore; GW = erzielte Siegtore; 1 Play-downs/Relegation; Kursiv: Statistik nicht vollständig)